# Naruya
Naruya (en georgiano: ნარუჯა) es una ciudad de Georgia situada en la región de Guria, siendo parte del municipio de Ozurgueti.

## Geografía
Naruya está cerca de dos ríos: Choloki y Natanebi, a 10 km de Laituri.

## Historia
El asentamiento de Naruya apareció en 1929-30. A fines de 1949, el asentamiento se separó de Laituri y se convirtió en una granja separada, propietaria de una plantación de té de 230 hectáreas. En 1986, Naruja ya recibió el estatus de municipio. 

## Demografía
La evolución demográfica de Naruya entre 1989 y 2014 fue la siguiente:
| 2219                                            | 2195 | 2148 |
| (Fuente: Population of Georgia in Soviet times) |      |      |

Según el censo de 2014, los georgianos representan el 93,1% de la población, los armenios un 4,7%, los azeríes representan el 0,8% y los rusos, el 0,4%.